# Операция «Океанский щит»
Операция «Океанский щит» (англ. «Ocean Shield») — это операция НАТО по борьбе с сомалийским пиратством в Аденском заливе и у берегов Африканского Рога, которая началась в августе 2009 года и основывается на результатах двух первых проведенных операций в этом регионе «Эллайд Провайдер» и «Эллайд Протектор».

## Основные цели и задачи операции
Операция «Оушен шилд» опирается на результаты двух предыдущих операций НАТО по борьбе с пиратством и как и прежде направлена в первую очередь на ведение действий против пиратов на море. Суда НАТО пресекают вооруженный грабеж и захват других кораблей, выполняя указания по сведениям с вертолетов НАТО, отслеживающих и идентифицирующих суда в морском районе. Новым явлением в операции является и то, что в ответ на очередной запрос ООН НАТО также согласилась сопровождать в гавань Могадишо суда снабжения Бюро обеспечения АМИСОМ ООН. Кроме того, эта операция предложила новый подход НАТО к борьбе с пиратством. Организация помогает и содействует странам этого региона развивать собственный потенциал и силы для борьбы с пиратством, а также организует учебные курсы с целью подготовки местного персонала к борьбе с пиратством по мере возможностей самой НАТО это осуществлять. Таким образом, благодаря двум проведенным и третьей действующей операции определились основные функции и сложилась определённая роль НАТО в борьбе с пиратством. Первостепенной функцией НАТО является сопровождение судов, сдерживание атак и нападений, а также расширение сотрудничества с проводимыми операциями других международных организаций и стран в борьбе с пиратством у берегов Сомали для объединения усилий и более эффективной совместной борьбы с меняющейся тактикой и динамикой пиратской деятельности.

## Состав ВМС для операции
На протяжении действия операции группировки ВМС НАТО СНМГ-1 и СНМГ-2 неоднократно сменяли друг друга в зависимости от оперативных потребностей Североатлантического союза и вызовов на море. Состав кораблей групп также неоднократно изменялся.
Начала проведение операции группа СНМГ-2 под командованием коммодора Стива Чака. В её состав входило пять кораблей от США, Греции, Италии, Турции и Великобритании:
- «Наваринон» (фрегат F461 ВМС Греции)
- «Либеччио» (фрегат ВМС Италии)
- «Гедиз» (фрегат F495 ВМС Турции)
- «Корнуэлл» (фрегат ВМС Великобритании)
- «Дональд Кук» (эсминец ВМС США)

С ноября 2009 по март 2010 года операция перешла в руки СНМГ-1 — командование португальского адмирала Жозе Перейра де Кунья до 25 января 2010 и датского коммодора Кристиана Рюне после этой даты:
- «Буни» (ВМС США)
- «Альвареш Кабрал» (бывший флагманский корабль, ВМС Португалии)
- «Чэтем» (ВМС Великобритании)
- «Абсалон» (новый флагманский корабль, ВМС Дании)
- «Фредериктон» (ВМС Канады)

С марта по август 2010 года операцию вновь выполняла СНМГ-2 сначала вновь под командованием коммодора Стива Чика и составом кораблей:
- «Чэтем» (флагманский корабль, ВМС Великобритании)
- «Лимнос» (ВМС Греции), с 30 мая в национальном подчинении
- «Сирокко» (ВМС Италии) с 5 июня в национальном подчинении
- «Гелиболу» (ВМС Турции)
- «Коул» (ВМС США)

а потом под командованием коммодора Михиель Химанс (Королевские ВМС Нидерландов)и судами:
- «Де Зевен провинсьен» (флагманский корабль, ВМС Нидерландов)
- «Гелиболу» (ВМС Турции)
- «Коул» (ВМС США)

В августе и по декабрь 2010 года ведение операции осуществляла СНМГ-1 под командованием датского коммодора Кристиана Рюне:
- «Эсберн Снаре» (флагманский корабль, ВМС Дании)
- «Монтроуз» и FTVR (Соединенное Королевство)
- «Кауфман» и «Лабун» (ВМС США)
- «Берсалиере» (ВМС Италии)
- «Зеелееф» (ПЛ ВМС Нидерландов)

Позднее операцию «Оушен Шилд» проводила Вторая постоянная военно-морской группой НАТО СНМГ-2 во главе с коммодором Михиелем Химансом, в которую входили:
- «Лабун» (ВМС США)
- «Де Рюйтер» (флагманский корабль, ВМС Нидерландов)
- «Эсберн Снаре» (ВМС Дании)
- «Газянтеп» (ВМС Турции)

В феврале 2013 года Украина присоединилась к операции. Украинским контингентом командовал капитан 1-го ранга Андрей Тарасов. В конце сентября 2013 года из Севастополя вышел флагман ВМСУ фрегат «Гетман Сагайдачный» с вертолётным отрядом и досмотровой командой. В начале октября он приступил к выполнению задач. Поход планировался на 162 дня. (источник — газета «Флот Украины» сентябрь и октябрь 2013г (на украинском)).
Болгария принимала ограниченное участие в операции «Ocean Shield» — один офицер был направлен в штаб операции в Нортвуде (Великобритания).

## Эффективность операции
В феврале 2010 года советом НАТО было решено продлить операцию до 2012 года, так как благодаря деятельности организации число пиратских атак уменьшилось на 40 % по состоянию на 2009 год. Сейчас Операция «Океанский Щит» играет ключевую роль в усилиях международного сообщества противостоять пиратству в Аденском заливе и берегов Сомали. 19 марта 2012 года страны-участницы НАТО договорились продлить эту морскую операцию ещё на два года, то есть до конца 2014 года. Такое решение организации наглядно демонстрирует приверженность своим усилиям по защите судоходства и решительность её действий по противодействию угрозе пиратства в Аденском заливе.